# Солець-Куявський (гміна)
Гміна Солець-Куявський (пол. Gmina Solec Kujawski) — місько-сільська гміна у північній Польщі. Належить до Бидґозького повіту Куявсько-Поморського воєводства.
Станом на 31 грудня 2011 у гміні проживало 16748 осіб.

## Площа
Згідно з даними за 2007 рік площа гміни становила 175.35 км², у тому числі:
- орні землі: 16.00%
- ліси: 74.00%

Таким чином, площа гміни становить 12.57% площі повіту.

## Населення
Станом на 31 грудня 2011:
| Опис     | Загалом | Загалом | Чоловіки | Чоловіки | Жінки | Жінки |
| -------- | ------- | ------- | -------- | -------- | ----- | ----- |
| одиниця  | осіб    | %       | осіб     | %        | осіб  | %     |
| все      | 16748   | 100     | 8164     | 48.75    | 8584  | 51.25 |
| міське   | 15651   | 100     | 7596     | 48.53    | 8055  | 51.47 |
| сільське | 1097    | 100     | 568      | 51.78    | 529   | 48.22 |

## Сусідні гміни
Гміна Солець-Куявський межує з такими гмінами: Нова-Весь-Велька, Роєво, Велька Нешавка, Злавесь-Велька.